# Damballa

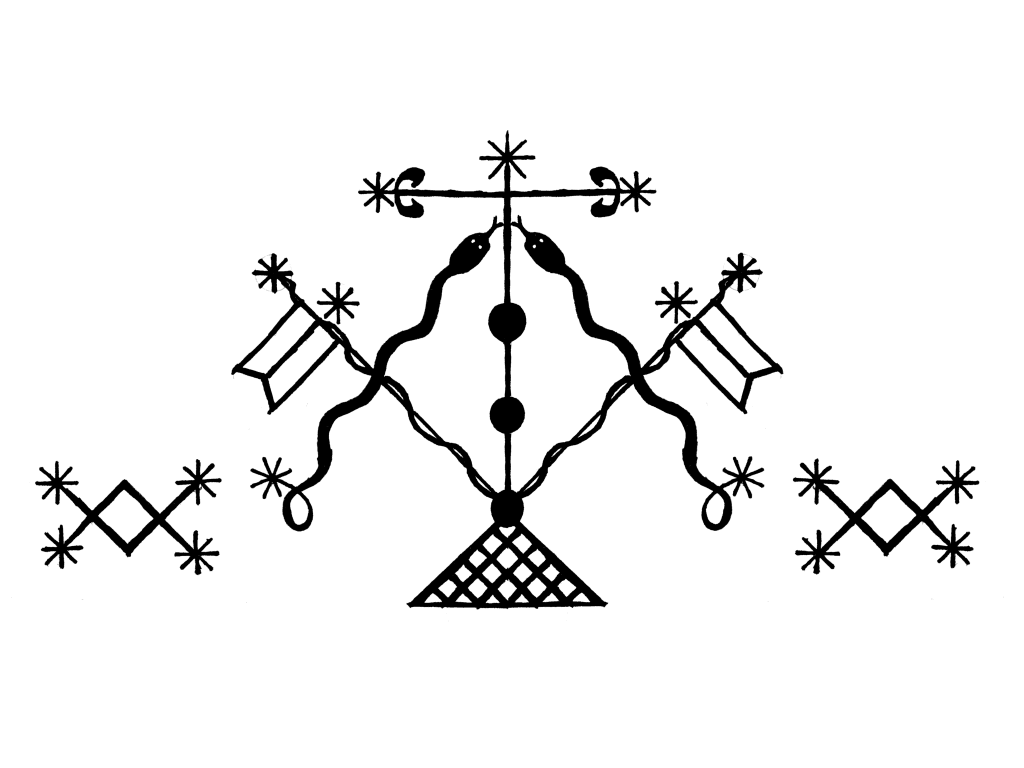
Simbolo religioso Damballa

Damballa o Damballa Weddo (scritto anche Damballa Wedo, Damballa Ueddu, Damballah Weddo e Danbhala Weddo), è un loa della conoscenza nella religione vudù, simboleggiato dalla biscia o dal boa. 
È lo sposo di Ayida Wedo, la "signora del cielo" ed è considerato il padre di tutti gli altri loa. Fornisce e comunica le conoscenze occulte e il sapere, è un grande spirito fertile e saggio che aiuta anche ad evitare passi falsi e prendere le buone e giuste direzioni.
Rappresenta il principe del bene, e vive vicino a fiumi e sorgenti. Il suo colore è il bianco, e chiede offerte di questo colore (uova, farina). I fedeli posseduti da Damballa cominciano a sibilare a strisciare come serpenti e a nutrirsi di uova come fanno i rettili.
È associato al San Patrizio cristiano, che cacciò i serpenti dall'Irlanda, oltre ad essere considerato figlio del profeta Mosè, per la miracolosa trasformazione del bastone in serpente, eseguita davanti al faraone.